# Format Unimarc
L’UNIversal MAchine Readable Cataloguing (UNIMARC) est un format permettant le catalogage, le traitement et l’échange de données bibliographiques sous forme informatisée. Basé sur le format MARC, c’est une variante créée en 1977 puis développée et maintenue par la Fédération internationale des associations et institutions de bibliothèques (IFLA).
En 1997, vingt ans après sa création et grâce à l’informatisation massive des catalogues, ce format est largement utilisé dans les bibliothèques françaises et par les éditeurs de logiciels. En 2021, le format UNIMARC reste une référence pour l’échange de données dans de nombreux pays : il est utilisé dans les bibliothèques de l’enseignement supérieur, les bibliothèques publiques, les centres de documentation et par les fournisseurs commerciaux de notices.

## Description
Une notice UNIMARC est constituée de différents blocs numérotés qui correspondent à des types d'informations. Chacun de ces blocs est constitué de champs et de sous-champs. Les champs sont numérotés, les sous-champs sont introduits par le symbole $ suivi d'une lettre. L’IFLA en rappelle les grands principes en 1999.
Exemple :
200 1. $a Le père Goriot $f Honoré de Balzac
214 .0 $a [Paris] $c Pocket $d DL 2019
215 .. $a 1 vol. (295 p.) $d 18 cm

## Maintenance au niveau international
Le format UNIMARC est harmonisé au niveau international. Il a d’abord été géré par le bureau Universal Bibliographic Control and International MARC (UBCIM) puis, depuis 1991, par le Permanent UNIMARC Committee (PUC) de l’IFLA. Il existe quatre déclinaisons du format :
- Format UNIMARC/B[4] : le format des notices bibliographiques a d’abord été développé pour permettre l’échange de ces notices entre les agences bibliographiques nationales. Les premières éditions du format, de 1977 à 1983, étaient essentiellement consacrées au catalogage des monographies et publications en série imprimées. Il s’est élargi dans les années 1980 à tous les types de ressources sur tous les supports.
- Format UNIMARC/A[5] : le format des notices d’autorité a été développé pour gérer les points d’accès structurés des notices bibliographiques et permettre l’échange des données d’autorité (nom de personne, titre uniforme, nom géographique…), en vue de leur diffusion et de leur réutilisation. Une révision générale est en cours au sein du PUC en 2021. En effet, le vocabulaire des notices d’autorité a connu ces dernières années d’importants changements liés au renouvellement des normes internationales avec l’adoption du modèle conceptuel IFLA LRM et du code de catalogage RDA. Le vocabulaire utilisé devient partiellement obsolète : on ne dit plus « Heading » mais « Authorized Access Point », on ne dit plus « See Reference Tracing » mais « Variant Access Point »…
- Format UNIMARC des données locales[6] : ce format a été fixé en 2007 pour permettre l’échange international des caractéristiques propres aux exemplaires possédés par différentes institutions.
- Format UNIMARC pour les classifications[7] : ce format a été fixé en 2000 par un groupe de travail composé de représentants des trois classifications majeures sur le plan international : la classification décimale universelle (CDU), la classification décimale de Dewey (CDD) et la classification de la Bibliothèque du Congrès (LCC).

Depuis 2012, l’IFLA intègre régulièrement au format UNIMARC des nouveautés permettant progressivement d’utiliser ce format pour cataloguer des entités et relations conformément au modèle IFLA LRM. On parle alors d' « UNIMARC ER » (pour entités-relations). 

## Traduction française
Le Comité français UNIMARC (CfU) est chargé de recenser les besoins relatifs aux formats UNIMARC en France ; de préparer les demandes annuelles d’évolution adressées au PUC et les documenter ; d’examiner les demandes émanant des bibliothèques étrangères. Depuis 2016, le CfU a rejoint le programme Transition bibliographique. Les évolutions de l’UNIMARC étant fortement liées à la publication du nouveau code de catalogage RDA-FR, ce rattachement entérine une articulation aussi évidente que nécessaire.
Depuis les versions originales en anglais, le CfU traduit et met à disposition librement le manuel UNIMARC/B et le manuel UNIMARC/A ainsi que leurs mises à jour. De plus, il recommande et gère les zones nationales (toujours repérées par un « 9 » – XX9, X9X, 9XX).
La dernière version de l’UNIMARC des données locales, mise en ligne en 2006 par le PUC, n’est pas utilisée en France et n’a pas été traduite. En revanche, les recommandations publiées en 1998 par l’Agence bibliographique de l’enseignement supérieur (Abes), la Bibliothèque nationale de France (BnF) et leurs ministères de tutelle restent applicables en France et ont été actualisées en 2020.

## Deux exemples d'utilisation dans les bibliothèques françaises
- Diffusion des notices des agences bibliographiques : les deux agences nationales (Abes et BnF) ont pour objectif d’adopter au maximum l’UNIMARC selon les règles posées par l’IFLA et traduites par le CfU dans les données qu’elles diffusent. Cependant, il est parfois nécessaire d’exprimer des spécificités propres aux données de chaque agence. C’est pourquoi l’UNIMARC de diffusion Abes[13] et l’UNIMARC de diffusion BnF[14] peuvent différer légèrement de l’UNIMARC de l’IFLA. Les récupérateurs de données de l’Abes et de la BnF doivent impérativement consulter ces descriptions.
- Production des notices du réseau Abes : le format UNIMARC est avant tout un format pour l’échange de notices. Cependant, beaucoup de bibliothèques françaises l’utilisent également en production. Selon les besoins et les usages, ce format de production  peut différer légèrement de l’UNIMARC d’échange : par exemple, c’est le cas du réseau Sudoc de l’Abes[15]. De son côté, la BnF assure la production de ses notices au format INTERMARC[16] et convertit ensuite ses données en UNIMARC de diffusion BnF.